# 西班牙營建集團
西班牙營建集團（西班牙語：Fomento de Construcciones y Contratas, S.A.，西班牙語發音：[foˈmento ðe konstɾukˈθjones i konˈtɾatas]，縮寫：FCC）, 是一家總部位於西班牙巴塞羅那的建築公司。

## 歷史
1900年，西班牙營建集團創立於巴塞羅那，初名“Fomento de Obras y Construcciones S.A.”，後以“FOCSA”知名。1992年與“Construcciones y Contratas”（1944年的馬德里成立）合併，改現名。
2013年10月22日，比尔·蓋茨透過旗下多個基金，以1.135億歐元買入该公司6%股權，成為該公司第二大股東，僅次於持股53.9%的西班牙富豪 Esther Koplowitz。

## 主要項目
西班牙營建集團建造的著名建築包括：畢加索大廈（1988）、歐洲之門（1996）、 菲力王子科學博物館（2000）、馬德里水晶大廈（2008）。

## 外部連結
- 官方网站